# Бјут (Монтана)
Бјут (енгл. Butte) град је у америчкој савезној држави Монтана.

## Демографија
По попису из 2010. године број становника је 33.525, што је 367 (-1,1%) становника мање него 2000. године.
| Група             | 2000.          | 2010.          |
| Белци             | 31.753 (93,7%) | 30.901 (92,2%) |
| Афроамериканци    | 53 (0,2%)      | 110 (0,3%)     |
| Азијати           | 147 (0,4%)     | 161 (0,5%)     |
| Хиспаноамериканци | 927 (2,7%)     | 1.227 (3,7%)   |
| Укупно            | 33.892         | 33.525         |

## Партнерски градови
Алтенштајг